# Platanar Arriba 1ra. Sección A
Platanar Arriba 1ra. Sección A är en ort i Mexiko.   Den ligger i kommunen Pichucalco och delstaten Chiapas, i den sydöstra delen av landet, 700 km öster om huvudstaden Mexico City. Platanar Arriba 1ra. Sección A ligger 87 meter över havet och antalet invånare är 587.
Terrängen runt Platanar Arriba 1ra. Sección A är platt norrut, men söderut är den kuperad. Terrängen runt Platanar Arriba 1ra. Sección A sluttar norrut. Runt Platanar Arriba 1ra. Sección A är det ganska glesbefolkat, med 43 invånare per kvadratkilometer. Närmaste större samhälle är Pichucalco, 19,8 km öster om Platanar Arriba 1ra. Sección A. Trakten runt Platanar Arriba 1ra. Sección A består till största delen av jordbruksmark.